# Kakuzu (Naruto)
 (juin 2024).
Kakuzu est un personnage de Naruto.
Kakuzu apparaît la première fois dans le chapitre 312. Il est membre de l'organisation Akatsuki, fait équipe avec Hidan et  il possède l'anneau qui porte l'inscription « Nord » (Hoku) sur son majeur gauche. C'est aussi un déserteur du village de Taki, au Pays de la Cascade. 
Son nom provient de Kaku (« angle ») et Zu (« capitale ») .

## Création et conception

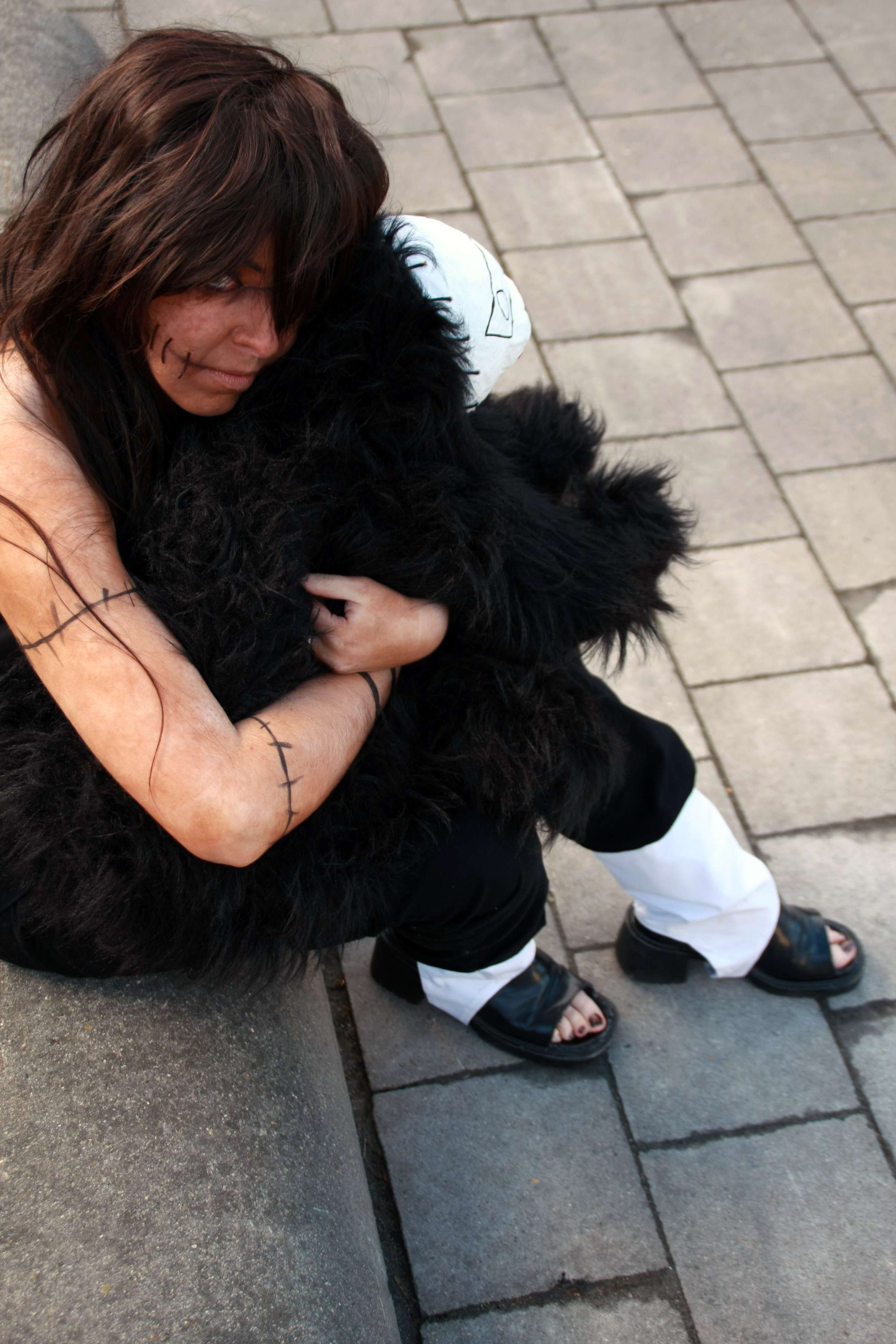
Cosplay de Kakuzu

## Profil

### Apparence
Kakuzu porte une cagoule de ninja qui cache la majeure partie de son visage, ne laissant apparaître que ses yeux, qui ont la particularité d’être de couleur pourpre avec des pupilles vertes. Cependant, lors de la 4e grande guerre ninja, alors qu'il est invoqué par Kabuto Yakushi pour le compte de l'Akatsuki, son visage reste découvert.

Bague de Kakuzu.

Il possède la bague 北, Hoku, le Nord, au majeur gauche.

### Histoire
Les apparitions de Kakuzu se font essentiellement lors de combats ; il est introduit avec Hidan lors de la capture de Yugito, la kunoichi réceptacle du démon à deux queues, Nibi qu’ils parviennent à vaincre.
On le voit ensuite attaquer avec son compagnon les moines du Temple du feu, dont la plupart sont massacrés, notamment le moine Chiriku qui faisait partie des « douze ninjas gardiens ».
Lorsque diverses équipes de Konoha partent pour combattre Akatsuki, il se bat contre Kotetsu Hagane et Izumo Kamizuki et aide Hidan à tuer Asuma Sarutobi.
Lors de la vengeance de Shikamaru Nara, Ino Yamanaka et Chôji Akimichi, aidés par Kakashi Hatake, son premier cœur est détruit par celui-ci grâce à la technique des « Mille oiseaux », attaque d’affinité raiton (techniques de foudre), plus forte que la défense de Kakuzu basée sur le doton (techniques de terre). C'est à ce moment que le masque contrôlant le suiton (techniques d’eau) meurt.
Son second cœur est détruit par le rituel de Hidan, involontairement et grâce à une tactique de Shikamaru. Les trois autres masques, séparés de lui pendant son combat contre Kakashi et l'équipe 10, réintégreront le corps inanimé de leur maître et l'un d'eux, le masque « taureau » contrôlant le raiton (techniques de foudre) meurt.
Alors qu’il prend l’ascendant, Naruto, Sakura, Saï et Yamato arrivent en renfort ; avec sa nouvelle technique de l’« Orbe shuriken » et à une habile stratégie élaborée à l’aide de ses clones, Naruto lui détruit deux cœurs d’un seul coup. Bien qu’il lui reste un dernier cœur, il est trop affaibli pour riposter et reste au sol sans comprendre comment de simples « gosses » ont pu le battre, et c’est Kakashi qui lui répondra que c’est parce que les nouvelles générations sont toujours amenées à surpasser les précédentes avant de lui porter le coup de grâce en détruisant son dernier cœur.
Son corps est alors amené à Konoha afin d'être étudié par Tsunade afin de connaître les effets de l’ « Orbe shuriken ».
Lors de la 4e grande guerre ninja, il est invoqué par la « Réincarnation des âmes » de Kabuto Yakushi pour combattre la division de Darui (combattants à moyenne distance). Il est vaincu écrasé par le poing de Chôji, ce dernier sous la forme du "Décuplement" et ses cœurs vaincus par Tenten. Il finit scellé, son combat n’étant pas entièrement raconté.

### Personnalité
Kakuzu apparaît comme quelqu’un d'intelligent, cupide et matérialiste. Il ne donne de l’importance aux missions que si elles en valent la peine, et surtout si elles peuvent lui rapporter des primes. D’ailleurs, il semble avoir adhéré à l’Akatsuki uniquement par intérêt personnel, dans le sens où ses activités au sein du groupe lui donnent la possibilité de s’enrichir, par exemple en revendant le corps de ses victimes. Il prétend également être le trésorier de l’organisation, ce qui semble vrai puisqu’il dispose de subordonnés qui s’occupent de ses comptes. Kakuzu est certainement un ancien chasseur de primes au vu de ses relations et de sa façon de concevoir ses missions comme des "chasses à l’homme" qui lui rapportent de l’argent.
Toutefois, c’est aussi quelqu’un de prudent et disposé à obéir sans discuter à Pain, le leader d’Akatsuki. En revanche ses relations avec Hidan sont tendues, car ce dernier l'exaspère avec ses cérémonies et ses manières (Hidan, de son côté, ne supporte pas le côté matérialiste de Kakuzu et n‘accorde aucune valeur à l'argent). Selon ses dires, ses sautes d'humeur l'auraient amené à tuer ses précédents coéquipiers, ce qui expliquerait que Hidan lui ait été assigné comme binôme. La détestation qu'ils se vouent mutuellement ne les empêche cependant pas de se battre efficacement en équipe quand la situation l’impose (Hidan étant immortel, Kakuzu peut lancer des attaques dévastatrices sans avoir à se préoccuper de sa sécurité).

### Capacités
Kakuzu possède d'étranges pouvoirs et un corps assez « spécial » : bardé de cicatrices, il peut dessouder des parties de son corps pour attaquer tout en gardant leur contrôle grâce à de long fils noirs suintant de ses blessures. Ainsi il peut projeter ses bras pour étrangler ses ennemis, et ceux-ci s'il les sépare de son corps sont complètement indépendants. Ces fils noirs peuvent aussi servir à « recoller » des membres tranchés, comme les bras de Deidara ou bien la tête de Hidan. Il possède en tout cinq cœurs qui peuvent contrôler tout ou une partie de lui, ainsi que quatre masques incrustés dans son dos, qui permettent lorsqu'ils sont contrôlés par l'un des cœurs d'utiliser un élément en particulier. Une fois retirés de son corps, ils peuvent attaquer indépendamment, chacun ayant un corps composé de filins noirs caractéristiques de Kakuzu. 
Chaque « masque » est relié à un élément : le Lion pour le katon, le Taureau pour le raiton, l'Aigle pour le futon, la Tortue pour le suiton. En ajoutant la capacité du doton que Kakuzu utilise pour durcir son corps, il semble donc avoir accès aux 5 chakras élémentaires. Apparemment, il a complété ses aptitudes naturelles (Doton) par les quatre manquantes (une pour chaque masque). Il récupère les affinités de ses ennemis pour les stocker dans ses « masques ». Chaque cœur provient de shinobis morts, il peut donc les changer au fur et à mesure qu'ils sont détruits, ce qui l'empêche de mourir également. D'ailleurs un de ses premiers adversaires fut Hashirama Senju, (un des fondateurs de Konoha et le 1er Hokage), par conséquent il serait  très âgé, et donc très fort, puisqu'il a réussi à s'en sortir vivant. Il forme avec Hidan un « duo d'immortels » (Kisame Hoshigaki les surnomme les « frères zombies » avec ironie).
Kakuzu est un combattant très sûr de lui et méticuleux, mais aussi très prudent qui ne dévoile ses forces que peu à peu (preuve en est le premier combat d'où l'on ne retire quasi-rien de ses aptitudes). Il sait bien alterner ses pouvoirs et utiliser les affinités au meilleur de leur possibilité (en combinant une aptitude forte et une faible, augmentant la forte). Il reste un combattant de moyenne-distance et perd un peu de son efficacité à courte-distance, de plus, ses jutsus se comptent sur les doigts de la main, mais il reste pourtant un très puissant Shinobi, qui a réussi à mettre en grande difficulté Kakashi Hatake lors de leur combat. Il est intelligent et s’avère être un vif analyste, sachant anticiper les attaques de ses ennemis et riposter en un très court instant, cette capacité pouvant être attribuée à son grand âge, qui, par sa longueur, lui a certainement permis de mener de très nombreuses batailles et d’affronter une multitude d’adversaires, ce qui lui conféra une très grande expérience dans l’art de mener les combats.

## Apparition dans les autres médias
Dans l’arc filler du second examen chûnin, Kakuzu fait une brève apparition avec Hidan pour capturer Nanabi, le démon à queues de Fû.

## Techniques
- Crainte de la rancœur de la terre (地怨虞, Jiongu?)[1],[2]
Kakuzu manipule des fils noirs qui peuvent prendre différentes formes. Il peut détacher toutes les parties de son corps et les contrôler via ces fils qui lui servent également à attaquer et à créer des créatures, chacune utilisant une affinité élémentaire.
Il s'en sert également pour arracher le cœur de ses adversaires[3].
La première fois qu'on voit Kakuzu utiliser ces fils, c'est pour recoudre la tête de Hidan.
- Doton - Le corps de terre (土遁・土矛, Doton - Domu?)[4],[5] — rang B
Un jutsu basé sur le Doton qui rend sa peau extrêmement résistante et qui le rend virtuellement invulnérable aux attaques physiques, mais sensible à celles basées sur le Raiton.
La première fois qu'on voit Kakuzu l'utiliser, c'est pour détruire le portail du Temple du Feu et la seconde fois, pour résister à l'attaque du boulet humain hérissé de Chôji Akimichi.
- Fūton - Pression ravageuse (風遁・圧害, Fūton Atsugai?)[6],[7] — rang B
Provoque une énorme bourrasque de vent dévastatrice.
- Raiton - Obscurité factice (雷遁・偽暗, Raiton - Gian?)[8],[7] — rang B
Technique utilisant l'élément Foudre, après avoir sorti son masque de Foudre de son corps, Kakuzu l'utilise pour lancer un grand éclair depuis sa bouche. Cette Attaque peut être parée avec une technique du même élément et de même puissance comme le Raikiri.
- Katon - La face intrépide (火遁・頭刻苦, Katon - Zukkoku?)[9],[10] — rang B
Après avoir sorti le masque de l'élément Feu de son corps, Kakuzu ordonne à l'entité de cracher une large masse de flammes de sa bouche. L'attaque se dirige droit vers l'ennemi brûlant tout sur son sillage.
- Combo feu-vent (炎風の乱波, Enpū no Rappa?)[3]
En fusionnant la créature utilisant les techniques katon et la créature utilisant les techniques fūton, Kakuzu crée une technique combo feu-vent qui ne peut être contrée totalement qu'avec une technique combo eau-vent[11].
- Suiton - La barrière d’eau (水遁・水陣壁, Suiton - Suijin heki?)
Technique Suiton, créant tout autour de l'utilisateur une barrière protectrice impénétrable.